# RQ-170 Sentinel

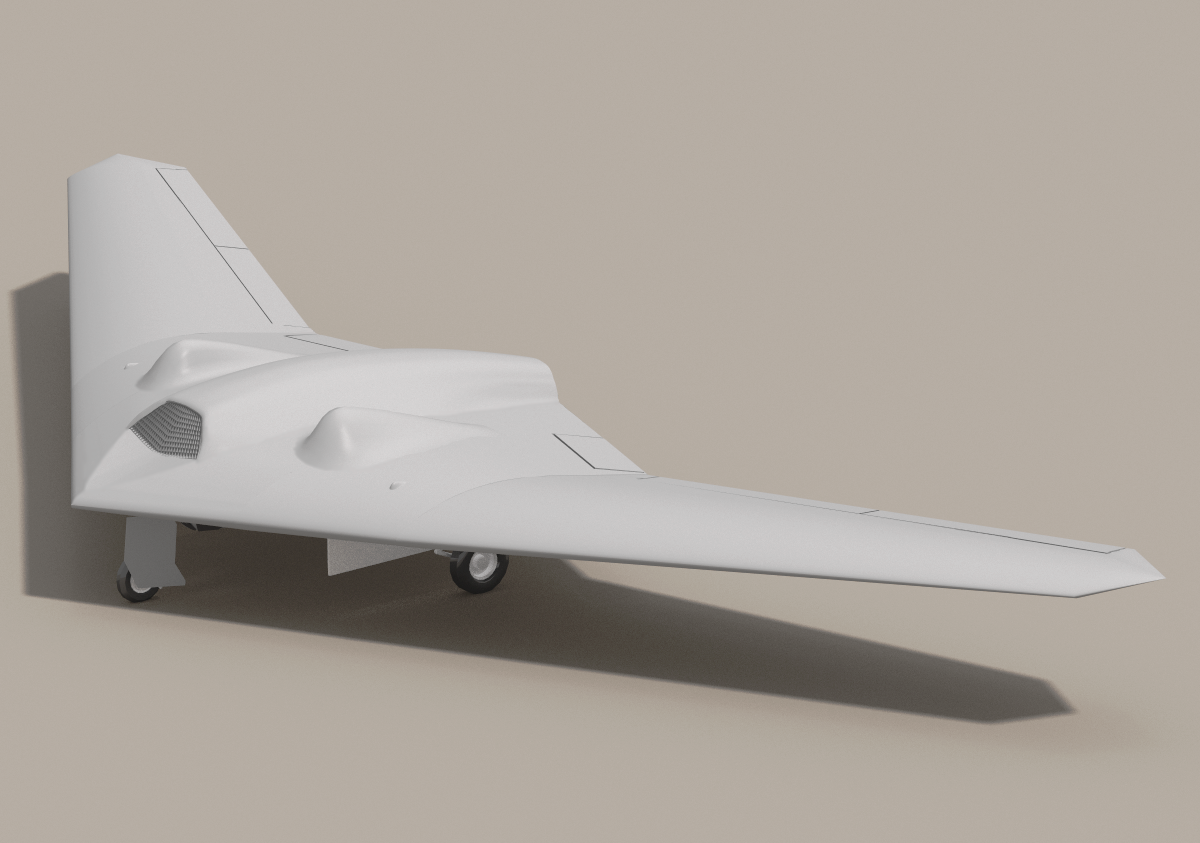
Modelo 3D do RQ-170

###### O RQ-170 é um avião que não é tripulado ou seja um (UAV) operado pelaForça Aérea dos Estados Unidos.[1]
1. ↑  «RQ-170 Sentinel». Air Force (em inglês). Consultado em 9 de fevereiro de 2024